# 五味貝戸駅
五味貝戸駅（ごみかいどえき）は、かつて埼玉県北足立郡指扇村大字五味貝戸（現・さいたま市西区大字指扇）に存在した、西武鉄道大宮線の停留場。
大宮線において唯一指扇村内に位置した停留場であり、また鉄道省が川越線指扇駅を開業するまでは、村内唯一の停車場であった。

## 概要
西遊馬駅から道なりに進み、指扇集落にかなり奥まで入ったところに位置した。
なお、西武鉄道が提出した線路平面図では当停留場が列車交換可能であるかのように描かれているが、他に当停留場を交換可能であるとする記述がなく、実際に交換可能であったかどうかは詳らかでない。

## 歴史
- 1906年（明治39年）4月16日：川越電気鉄道により開業。
- 1914年（大正3年）12月：会社合併に伴い、武蔵水電川越東線の停留場となる。
- 1922年（大正11年）
  - 6月1日：会社分離に伴い武蔵鉄道（後の西武鉄道）の停留場となる。
  - 11月17日：川越東線の線名改称に伴い、大宮線の停留場となる。
- 1927年（昭和2年）8月28日 - 9月3日：車庫火災により運休。
- 1940年（昭和15年）12月20日：大宮線休止。
- 1941年（昭和16年）2月25日：大宮線の廃線に伴い廃止となる。

## 廃線後の状況
道路そのものが埼玉県道2号さいたま春日部線（旧・国道16号）で拡張を受けており、痕跡は残されていない。

## 隣の駅
西武鉄道
大宮線
西遊馬駅 - 五味貝戸駅 - 内野駅